# Stanisław Kostka Choromański
Stanisław Kostka Choromański herbu Lubicz (ur. 20 listopada 1769, zm. 21 lutego 1838) – polski duchowny rzymskokatolicki, biskup pomocniczy sejneński w latach 1829–1836, arcybiskup metropolita warszawski w latach 1837–1838.

## Życiorys
Urodził się 20 listopada 1769. Studiował w Krakowie. Święcenia prezbiteratu przyjął w 1792. Był proboszczem w Rzekuniu i Zambrowie. W 1822 został archidiakonem, a w 1829 dziekanem kapituły sejneńskiej.
15 grudnia 1828 został mianowany biskupem pomocniczym diecezji sejneńskiej ze stolicą tytularną Adrasus. Święcenia biskupie otrzymał 8 lutego 1829 w kościele Świętego Krzyża w Warszawie. Konsekrował go Mikołaj Jan Manugiewicz, biskup diecezjalny sejneński, w asyście Adama Michała Prażmowskiego, biskupa diecezjalnego płockiego, i Józefa Marcelego Dzięcielskiego, biskupa diecezjalnego lubelskiego. Rezydował w Zambrowie. Wykazywał się lojalnością wobec władz rosyjskich, nie popierał udziału duchowieństwa w powstaniu listopadowym, a w 1832 otrzymał od cara Order Świętej Anny I klasy. Po śmierci biskupa Mikołaja Jana Manugiewicza w 1834 administrował diecezją sejneńską jako wikariusz kapitulny.
21 listopada 1836 został przeniesiony na urząd arcybiskupa metropolity warszawskiego. Rządy w archidiecezji objął 15 stycznia 1837.
Konsekrował biskupa diecezjalnego kujawsko-kaliskiego Walentego Macieja Tomaszewskiego (1837) i biskupa pomocniczego warszawskiego Tomasza Chmielewskiego (1837).
Zmarł 21 lutego 1838 i został pochowany w podziemiach kościoła św. Krzyża.